# Феццанская кампания
Французское завоевание Феццана (в мемуарах Шарля де Голля также именуемая Сахарский театр военных действий) — кампания Второй мировой войны, проходившая в 1941—1943 годах, в ходе которой Феццан, входивший в состав Итальянской Ливии, был захвачен французскими колониальными войсками под командованием полковника Филиппа Леклерка.

## Предыстория
После завоевания нацистами Франции и появления правительства Виши большинство французских колоний признали его власть (а те губернаторы, которые отказывались, были отстранены от власти). Однако губернатор территории Чад, входившей в состав Французской Экваториальной Африки, Феликс Эбуэ, объявил, что признаёт власть движения Свободная Франция, созданного генералом Шарлем де Голлем, и будет защищать Чад, если на него нападут итальянцы или немцы. Чад стал первой базой Французского Сопротивления в Африке. В июне 1940 года к де Голлю в Лондон прибыл бежавший из оккупированной Франции майор Филипп де Отклок (впоследствии взявший себе псевдоним «Леклерк»), горевший желанием сражаться с нацистами. Де Голль направил его в Африку — устанавливать власть «Свободной Франции» в колониях, находящихся под контролем Виши, в чём Леклерк весьма преуспел, за короткое время сумев практически без потерь свергнуть вишистскую власть во Французском Конго, Камеруне (успев даже побыть несколько месяцев его губернатором), а также в Габоне, командуя основными французскими силами во время битвы за Габон.

## Куфра
2 декабря 1940 года Леклерк по приказу де Голля направился в Чад, который планировалось использовать как плацдарм для атаки на Итальянскую Ливию с юга. Первой целью французов должен был стать оазис Куфра, находящийся на юго-востоке Ливии недалеко от ливийско-египетской границы. 
В Форт-Лами Леклерк встретился со своими товарищами по Камеруну — Жаком Колоном д’Орнано, Жаком Массю, Жаком де Гиббоном. Он взял под командование находившийся в Чаде ещё до капитуляции Франции полк сенегальских стрелков, а также все силы, которые прислали различные власти (губернаторы, туземные короли племён и так далее) из французских колоний, уже признавших «Свободную Францию», — Конго, Габона, Убанги-Шари (ныне Центрально-Африканская республика). Всего ему удалось собрать около 6000 человек, из которых только 500 были европейцами, — так была сформирована «Сахарская колонна» Леклерка, более известная под своим «поэтическим» названием — «Войско пустыни», весьма «пёстрое» по своему этническому составу. В течение нескольких дней они обзавелись техникой — сотней небольших грузовиков, на которых установили пулемёты и 81-мм миномёты. Для будущего наступления было отобрано 350 наиболее подготовленных солдат. Так как Форт-Лами находился в 1200 км от границы Ливии и Чада и более чем в 1500 км от Куфры, войска прибыли сначала в Файя-Ларго в северной части Чада. 
Битва при Куфре началась после предварительной подготовки солдат и разведки местности (в течение этого времени осуществлялись также отдельные набеги на итальянскую территорию) 31 января и закончилась 1 марта 1941 года взятием Куфры. Определённую помощь в этой битве оказывали также добравшиеся сюда британские коммандос из LRDG (Long Range Desert Group).

## Немецкий налёт
Несмотря на удалённость Чада от «основных» театров боевых действий, эта территория также однажды подверглась нападению — 21 января 1942 года немецкий самолёт «Хейнкель-111» под управлением лейтенанта Франца Бонскакка поднялся в небо с ливийского аэродрома и к 14:30 достиг Форт-Лами, сбросив на окрестности города бомбы. В результате налёта были уничтожены значительные запасы нефти, 400 т бензина и 10 самолётов. На обратном пути Бонскакку не хватило топлива долететь до своего аэродрома, и он совершил вынужденную посадку в пустыне. Налёт не имел серьёзных последствий для предстоящей Феццанской кампании и был скорее экспериментом по испытанию возможностей самолётов этой модели.

## Первый этап Феццанской кампании:февраль — март 1942 года
После захвата Куфры Леклерк вернулся в Форт-Лами, где занялся подготовкой к своей основной цели — завоеванию всего Феццана. Захват Куфры очень сильно поднял боевой дух французских колониальных войск, однако медлить с завоеванием Феццана было нельзя ввиду сложного и неоднозначного положения англичан на ливийско-египетском фронте. Де Голль не верил в успех английского контрнаступления в конце 1941 года (и его прогноз оправдался с началом контрнаступления Роммеля в Египте в январе 1942 года), но хотел помочь англичанам отстоять Египет, а в случае их победы — соединиться с ними в Ливии для последующего совместного освобождения Туниса.
С этого времени характер действий Леклерка по приказу де Голля 1 февраля меняется: так как на данный момент нет никакой возможности объединиться с англичанами, необходимо перейти к тактике набегов на Феццан и возвращений после них на территорию Чада, к которой Леклерк и переходит через две недели, проведя первую подобную атаку 15 февраля 1942 года. Четыре из десяти патрульных машин под командованием капитанов Гиббона, Массю и Жоффру, поддерживаемые самолётами из эскадрильи «Бретань», начинают регулярные рейды на феццанскую территорию, углубляясь на 600 км вглубь и нанося итальянцам неожиданные удары, сжигая итальянские посты и беря гарнизоны в плен. Такая тактика вскоре принесла французам полный контроль ещё над двумя оазисами Феццана — Аль-Катруном и Уг-эль-Кебиром. 25 марта первый этап кампании был окончен, и Леклерк был назначен де Голлем главнокомандующим всеми войсками «Свободной Франции» во Французской Экваториальной Африке и вызван в Браззавиль, тогда как войсками Чада теперь командовал полковник Франсуа Игнольд.

## Второй этап Феццанской кампании:сентябрь 1942 года—март 1943 года
22 сентября 1942 года де Голль приказал вернувшемуся в Чад Леклерку начать полномасштабное завоевание Феццана и затем двигаться на Триполи, чтобы соединиться с наступавшими английскими войсками. Так как де Голль вполне допускал провал готовившейся высадки англичан и американцев в Северной Африке, он хотел сделать всё, чтобы освободить своими силами от власти Виши Французскую Западную Африку и территории в Северной Африке. Поэтому он приказал Леклерку готовить наступление на Нигер, бывший тогда частью Французской Западной Африки, чтобы затем с новыми силами отправляться на Мадагаскар, где в то время шла Мадагаскарская операция. 
19 ноября, через два дня после высадки англичан и американцев в Марокко и Алжире, де Голль подтверждает свой приказ немедленно выступать в поход на Нигер, и Леклерк уже начал проводить рейды на его территорию. Однако спустя четыре дня де Голль изменил своё мнение: теперь он приказал Леклерку наступать всё же на Феццан, имея конечной целью либо Триполи, либо город Габес на юге Туниса, чтобы объединиться с английской 8-й армией или с наступающими в Алжире американцами. Такая операция представляла серьёзнейшую трудность: солдаты Леклерка должны были пройти тысячи километров по пустыне, при ужасающей жаре, неся с собой продовольствие, воду, боеприпасы и горючее для техники (которой было немного, поэтому многим пришлось следовать пешком); они также должны были по возможности координировать свои действия с англичанами, наступавшими в Киренаике, и не просто пройти, а именно оккупировать Феццан, который, по мнению де Голля, должен был отныне стать французским владением и ни в коем случае не перейти под контроль Великобритании или США.
«Войско пустыни» справилось с поставленной задачей. Наступление началось 22 декабря 1942 года; первая его фаза длилась две недели. Колонны Ингольда и Деланжа, насчитывавшие 4000 африканцев, арабов и прочих «небелых» и 600 европейских солдат, поддерживаемые авиационной эскадрильей «Бретань», захватили все позиции итальянцев. 
12 января 1943 года французы вступили в Себху, а на следующий день, 13 января, — в Мурзук, религиозный центр всего Феццана в то время. Побеждая на всей линии фронта, они захватили в плен примерно тысячу итальянцев и большое количество различного оружия и снаряжения. Местное население не оказывало сопротивления — напротив, некоторые туареги и тубу даже присоединялись к «Войску пустыни». 
16 января 1943 года в Феццане официально начала действовать французская оккупационная администрация, располагавшаяся в Себхе, поддержку которой оказывали члены богатого туарегского клана Сайф Насра. Но главным итогом наступления было то, что дорога на Триполи для французов теперь была открыта.
14 января де Голль назвал поход Леклерка и его солдат «подвигом, который не уступает наиболее великим моментам нашей истории».

## Результаты
25 января 1943 года, пройдя более 3000 км по пустыне, войска Леклерка вошли в уже занятый англичанами Триполи. На следующий день Леклерк встретился с генералом Монтгомери, командиром английской 8-й армией, который попросил его принять как можно более активное участие в штурме линии Марета, защищавшей тунисский юг. 
Ещё через день один из подчинённых Леклерка, капитан Абзас, занял со своим отрядом крупный оазис Гадамес в Ливии на границе с Алжиром, после чего силы Леклерка начали наступление на юг Туниса и нанесли поражение немецким войскам у оазиса Ксар-Гилян. С этого момента Феццанская кампания завершилась, а войска Леклерка стали частью сил союзников в Северной Африке.